# Josef Sousedík (fotbalista)
Josef Sousedík (1925 Vsetín – 2000) byl český fotbalový útočník. Patřil mezi tzv. „obojživelníky“, vrcholově se věnoval rovněž lednímu hokeji. Pracoval jako důlní inženýr.

## Fotbalová kariéra
V československé lize hrál za SK Čechie Karlín, Trojici/OKD/Baník Ostrava a Sláviu VŠ Bratislava, celkem vstřelil dvacet jednu prvoligovou branku. V ostravském dresu zasáhl do 109 prvoligových utkání, v nichž docílil 11 branek.

### Ligová bilance
| Ročník          | Zápasy | Góly | Minuty | Klub                     |
| --------------- | ------ | ---- | ------ | ------------------------ |
| I. liga 1947/48 | –      | 10   | –      | SK Čechie Karlín         |
| I. liga 1949    | –      | 2    | –      | ZSJ Trojice Ostrava      |
| II. liga 1950   | –      | –    | –      | ZSJ Trojice Ostrava      |
| I. liga 1951    | –      | 1    | –      | ZSJ OKD Ostrava          |
| I. liga 1952    | –      | 5    | –      | ZSJ OKD Ostrava          |
| I. liga 1953    | 8      | 0    | –      | DŠO Slávia VŠ Bratislava |
| I. liga 1954    | –      | 0    | –      | DSO Baník Ostrava        |
| I. liga 1955    | –      | 3    | –      | DSO Baník Ostrava        |
| I. liga 1956    | –      | 0    | –      | DSO Baník Ostrava        |
| CELKEM I. LIGA  | –      | 21   | –      |                          |

## Hokejová kariéra
Do roku 1950 hrál za Vsetín. V československé lize hrál v 50. letech 20. století za Baník Ostrava.